# Русские в Японии
Русские в Японии (яп. 在日ロシア人 Дзайнити росиадзин) — русские, проживающие на территории Японии, являющиеся либо гражданами Японии (переехавшие в Японию и получившие Японское гражданство, а также их потомки), либо гражданами России, проживающими в Японии. Сколько всего русских (как и лиц других национальностей) проживает в Японии выяснить сложно, так как официально Японское правительство (как и например правительство Франции) не собирает данные по этнической принадлежности своих граждан, и тех граждан России которые получили японское гражданство, японская статистика записывает только как японцев. По официальным японским данным по состоянию на декабрь 2024 года в Японии проживало 11982 гражданина России, что делало русских третьим по численности меньшинством среди граждан стран Европы в Японии, после граждан Великобритании — 21139 человек и Франции — 16215 человек. По данным бюро по гражданским делам Министерства юстиции Японии в 2019 году процедуру натурализации прошли 8453 человека, из первой десятки стран по числу натурализовавшихся лиц граждане России делили восьмое место с гражданами США по 47 граждан обоих стран получили гражданство Японии (по 0,56 % от всех получивших гражданство Японии в 2019 году). По данным бюро по гражданским делам Министерства юстиции Японии в 2023 году процедуру натурализации прошли 8800 человек, из первой десятки стран по числу натурализовавшихся лиц граждане России занимали десятое место 108 граждан России получили гражданство Японии (1,23 % от всех получивших гражданство Японии в 2023 году).

## Русские православные миссии (XVIII—XIX век)
Первые русские в Японии, если не считать посещений острова Хоккайдо в то время, когда он не являлся территорией Японии, были зафиксированы в 1739 году, когда русские моряки во главе со Шпанбергом посетили Камогаву (совр. префектура Тиба). В 1804 году Николай Резанов стал первым русским послом в Японии.
Первыми русскими иммигрантами были миссионеры, построившие в 1861 году православную церковь и больницу. Известным русским миссионером был о. Николай (Касаткин), впоследствии прославленный в лике святых как равноапостольный.

## Сахалин

Японская открытка: Русская церковь в селе Лесогорском (Наёсси) префектуры Карафуто. Перед церковью японцы с русскими женщинами и детьми, 1910-е годы

### Карафуто
В 1905 году в результате японской оккупации Южного Сахалина, позднее превратившегося в губернаторство Карафуто (1907), на территории Японии добровольно остались проживать около 200—300 лиц русской национальности, занимавшихся преимущественно выпечкой хлеба и сельским хозяйством. Японские власти Карафуто в целом благосклонно относились к православию, но полностью игнорировали языковые и образовательные нужды оставшегося русского населения, повсеместно заменив русский язык японским. В результате к 1945 году практически все местные русские оказались неграмотными.

### Японская оккупация Северного Сахалина
21 апреля 1920 года, воспользовавшись последствиями октябрьской революции, японские войска Карафуто приступили к оккупации и северной (российской) части острова, перейдя 50-ю парралель, и начали планомерное продвижение на север. На 15 октября 1920 года 1413 русских, 609 корейцев и 274 китайцев уже оказались под властью японской армии. К началу 1925 года статус «новых иностранцев» в целом получили 7139 северных сахалинцев, из них более 5 тыс. собственно русских. Японский режим в целом отличался жёсткой политикой дискриминации этнически неяпонского населения, что выражалось в насаждении японского языка, дискриминации на рынке труда и конфискации имущества иностранцев.

## Белая эмиграция (1918—1930 гг.)

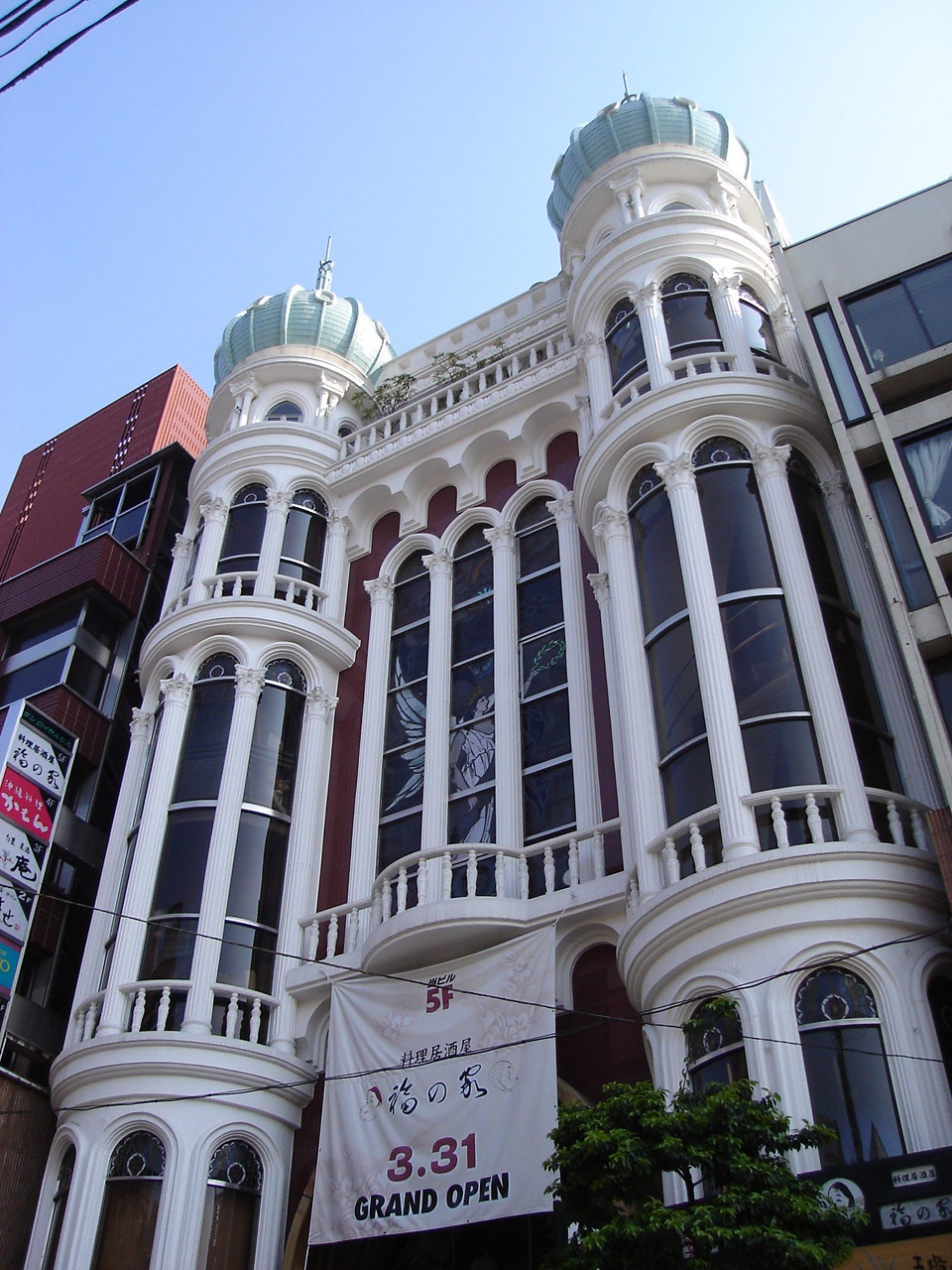
Бывшая русская школа в Токио, сейчас используется как коммерческое здание

Вторую волну иммиграции составили белые иммигранты (яп. Хаккэй Росиадзин — термин, применявшийся ко всем бывшим подданным Российской империи) после Октябрьской революции 1917 года. Большая часть эмигрантов попали в Японию через города Дальнего Востока России, а также Маньчжурии после некоторого проживания там.
Первоначально большинство белых иммигрантов проживало в Токио, Йокогаме и Хакодатэ. После Великого землетрясения Канто в 1923 году, где предположительно погибло около 60 русских эмигрантов, значительная их часть переехала в Кобе.
Япония строго ограничивала иммиграцию и не была особенно гостеприимна, поэтому численность русской диаспоры постоянно снижалась: 1918 год — 7251 человек, 1920 год — 3150, 1930 год — 1666.
Наиболее известные русские эмигранты в Японии этой волны:
- Дмитрий Абрикосов (дипломат),
- Александр Ванновский (литературовед и философ),
- Виктор Старухин (бейсболист, первый иностранец, избранный в японский бейсбольный Зал Славы),
- Валентин Морозов (кондитер-промышленник),
- Макар Гончаров (кондитер-промышленник, чья компания «Confectionery Goncharoff» существует и по сей день).
- Евгений Аксёнов (знаменитый врач и хирург).

## Настоящее время
Наблюдается постепенный, но незначительный рост русского населения в Японии. В 1985 году в Японии постоянно проживало, имея японский вид на жительство, 322 человека, в 1990 году — 440, в 1995 году — 2169, в 2004 году — 7164 граждан России. Последняя цифра из отчёта миграционной службы Японии существенно занижена, так как не учитывает проживающих в Японии русских, имеющих японское гражданство или гражданство другой страны.
Согласно данным японского правительства за 2005 год, ежегодно в Японию приезжает около 37 000 русских, не считая временных разрешений на въезд для моряков и туристов.
В Японии действуют представительства российских организаций поддержки русской культуры и языка. В Токио при посольстве России работает представительство Россотрудничества («Русский дом»). В 2016 году при Университете Сока был открыт центр фонда «Русский мир» (Русский центр). В феврале 2017 года Русский клуб был организован на Окинаве.
По официальным японским данным по состоянию на декабрь 2024 года в Японии проживало 11982 гражданина России, из них 7298 женщин (60,91 %) и 4684 мужчин (39,09 %). По возрасту 916 граждан России были моложе 14 лет (452 женщины и 464 мужчины), 10738 в возрасте от 14 до 65 лет (6641 женщина и 4097 мужчин), а 328 старше 65 лет (205 женщин и 123 мужчины). По официальным японским данным на декабрь 2024 года из 102792 граждан стран Европы, 11982 гражданина России составляли 11,66 %. По официальным японским данным на декабрь 2024 года из 64116 граждан стран Европы мужского пола, 4684 гражданина России мужского пола составляли 7,31 %. По официальным японским данным на декабрь 2024 года из 38676 граждан стран Европы женского пола, 7298 граждан России женского пола составляли 18,87 %. По официальным японских данным на декабрь 2024 года из 13287 японских супруг (супругов) граждан стран Европы, 1203 японских супруг (супругов) граждан России составляли 9,05 %. По официальным японских данным на декабрь 2024 года из 11982 граждан России проживающих в Японии, 1203 гражданина России японских супруг (супругов) составляли 10,04 % от всех граждан Росси проживающих в Японии, из граждан стран Европы самый высокий процент японских супруг (супругов) на тот год был среди граждан Сан-Марино 24 %, из самых крупных по населению стран Европы самый высокий процент был среди граждан Италии 19,19 %.
По статусу проживания (10 самых распространённых) на декабрь 2024 года
| №  | Статус проживания                                        | Человек |
| -- | -------------------------------------------------------- | ------- |
| 1  | Постоянный житель                                        | 4626    |
| 2  | Технологические/гуманитарные науки, международный бизнес | 2014    |
| 3  | Иностранный студент                                      | 1607    |
| 4  | Супруг (супруга) гражданина Японии                       | 1203    |
| 5  | Семейное пребывание                                      | 1062    |
| 6  | Долгосрочный резидент                                    | 457     |
| 7  | Супруг (супруга) постоянного жителя                      | 253     |
| 8  | Бизнес-администрирование                                 | 183     |
| 9  | Высококвалифицированные специалисты (все категории)      | 134     |
| 10 | Определенная деятельность                                | 131     |

По префектурам на декабрь 2024 года
| №  | Префектура | Человек |
| -- | ---------- | ------- |
| 1  | Хоккайдо   | 561     |
| 2  | Аомори     | 16      |
| 3  | Ивате      | 12      |
| 4  | Мияги      | 120     |
| 5  | Акита      | 22      |
| 6  | Ямагата    | 15      |
| 7  | Фукусима   | 49      |
| 8  | Ибараки    | 257     |
| 9  | Тотиги     | 76      |
| 10 | Гумма      | 75      |
| 11 | Сайтама    | 540     |
| 12 | Тиба       | 860     |
| 13 | Токио      | 4071    |
| 14 | Канагава   | 1279    |
| 15 | Ниигата    | 208     |
| 16 | Тояма      | 693     |
| 17 | Исикава    | 81      |
| 18 | Фукуи      | 71      |
| 19 | Яманаси    | 65      |
| 20 | Нагано     | 87      |
| 21 | Гифу       | 80      |
| 22 | Сидзуока   | 163     |
| 23 | Айти       | 341     |
| 24 | Миэ        | 48      |
| 25 | Сига       | 28      |
| 26 | Киото      | 319     |
| 27 | Осака      | 570     |
| 28 | Хиого      | 347     |
| 29 | Нара       | 27      |
| 30 | Вакаяма    | 21      |
| 31 | Тоттори    | 18      |
| 32 | Симане     | 28      |
| 33 | Окаяма     | 63      |
| 34 | Хиросима   | 112     |
| 35 | Ямагути    | 24      |
| 36 | Токусима   | 22      |
| 37 | Кагава     | 26      |
| 38 | Эхиме      | 17      |
| 39 | Коти       | 8       |
| 40 | Фукуока    | 264     |
| 41 | Сага       | 4       |
| 42 | Нагасаки   | 31      |
| 43 | Кумамото   | 25      |
| 44 | Оита       | 26      |
| 45 | Миядзаки   | 7       |
| 46 | Каогосима  | 15      |
| 47 | Окинава    | 174     |
| -  | Нет данных | 16      |